# Paltophorus asper
Paltophorus asper är en mångfotingart som först beskrevs av Carl 1905.  Paltophorus asper ingår i släktet Paltophorus och familjen Chelodesmidae. Inga underarter finns listade i Catalogue of Life.